# 鄭再發 (教授)
鄭再發（Tsai-fa Cheng），美國威斯康辛大學名譽教授（2006-）。

## 學歷
- 美國威斯康辛大學語言學系博士 (1976)
- 臺灣大學中文研究所碩士 (1962)
- 臺灣大學中文系學士 (1958)

## 經歷
- 臺灣師範大學國際漢學研究所客座教授（2007- ）
- 中央研究院歷史語言研究所助理研究員（1962.9-1965.7）、副研究員（1970.2-1974.7）；兼任副研究員（1978.1-1986.7），兼任研究員 (1986.8-2016.7)
- 美國威斯康辛大學東亞語言與文學系教授（1993-2006）；宗教研究學程教授（1999-2006）
- 清華大學中國文學系副教授、籌備主任（1977.8-1979）